# Ручка управления самолётом

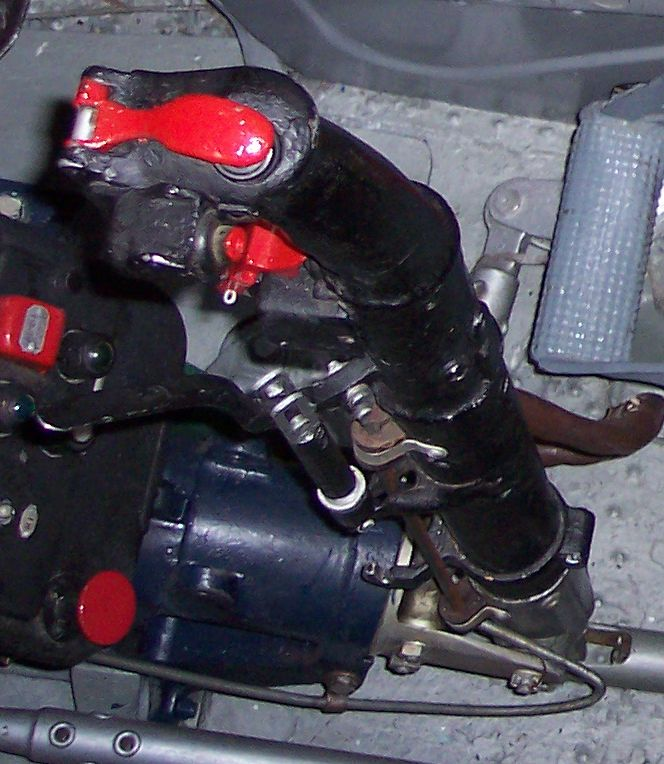
РУС МиГ-15

Ручка управления самолётом (РУС) — элемент управления самолётом, позволяющий изменять крен и тангаж воздушного судна.
РУС относится к элементам ручного управления и обычно располагается между ног пилота на военных самолётах и сбоку на гражданских воздушных судах, в этом случае используют сайдстик (от англ. Side-stick  — боковая ручка).
Впервые РУС была встроена в воздушное судно венским авиатором-пионером Вильгельмом Крессом в 1900 году. Поскольку его полёт не увенчался успехом, изобретение было на время забыто. Французский лётчик Робер Эсно-Пельтри зарегистрировал патент на ручку управления самолётом 22 января 1907 года в Париже.